# 1339
Portal Geschichte | Portal Biografien | Aktuelle Ereignisse | Jahreskalender | Tagesartikel

◄ |
13. Jahrhundert |
14. Jahrhundert
| 15. Jahrhundert | ►

◄ |
1300er |
1310er |
1320er |
1330er
| 1340er | 1350er | 1360er | ►

◄◄ |
◄ |
1335 |
1336 |
1337 |
1338 |
1339
| 1340 | 1341 | 1342 | 1343 | ► | ►►
Staatsoberhäupter  · Nekrolog
| Januar | Januar | Januar | Januar | Januar | Januar | Januar | Januar |
| Kw     | Mo     | Di     | Mi     | Do     | Fr     | Sa     | So     |
| ------ | ------ | ------ | ------ | ------ | ------ | ------ | ------ |
| 53     |        |        |        |        | 1      | 2      | 3      |
| 1      | 4      | 5      | 6      | 7      | 8      | 9      | 10     |
| 2      | 11     | 12     | 13     | 14     | 15     | 16     | 17     |
| 3      | 18     | 19     | 20     | 21     | 22     | 23     | 24     |
| 4      | 25     | 26     | 27     | 28     | 29     | 30     | 31     |

| Februar | Februar | Februar | Februar | Februar | Februar | Februar | Februar |
| Kw      | Mo      | Di      | Mi      | Do      | Fr      | Sa      | So      |
| ------- | ------- | ------- | ------- | ------- | ------- | ------- | ------- |
| 5       | 1       | 2       | 3       | 4       | 5       | 6       | 7       |
| 6       | 8       | 9       | 10      | 11      | 12      | 13      | 14      |
| 7       | 15      | 16      | 17      | 18      | 19      | 20      | 21      |
| 8       | 22      | 23      | 24      | 25      | 26      | 27      | 28      |

| März | März | März | März | März | März | März | März |
| Kw   | Mo   | Di   | Mi   | Do   | Fr   | Sa   | So   |
| ---- | ---- | ---- | ---- | ---- | ---- | ---- | ---- |
| 9    | 1    | 2    | 3    | 4    | 5    | 6    | 7    |
| 10   | 8    | 9    | 10   | 11   | 12   | 13   | 14   |
| 11   | 15   | 16   | 17   | 18   | 19   | 20   | 21   |
| 12   | 22   | 23   | 24   | 25   | 26   | 27   | 28   |
| 13   | 29   | 30   | 31   |      |      |      |      |

| April | April | April | April | April | April | April | April |
| Kw    | Mo    | Di    | Mi    | Do    | Fr    | Sa    | So    |
| ----- | ----- | ----- | ----- | ----- | ----- | ----- | ----- |
| 13    |       |       |       | 1     | 2     | 3     | 4     |
| 14    | 5     | 6     | 7     | 8     | 9     | 10    | 11    |
| 15    | 12    | 13    | 14    | 15    | 16    | 17    | 18    |
| 16    | 19    | 20    | 21    | 22    | 23    | 24    | 25    |
| 17    | 26    | 27    | 28    | 29    | 30    |       |       |

| Mai | Mai | Mai | Mai | Mai | Mai | Mai | Mai |
| Kw  | Mo  | Di  | Mi  | Do  | Fr  | Sa  | So  |
| --- | --- | --- | --- | --- | --- | --- | --- |
| 17  |     |     |     |     |     | 1   | 2   |
| 18  | 3   | 4   | 5   | 6   | 7   | 8   | 9   |
| 19  | 10  | 11  | 12  | 13  | 14  | 15  | 16  |
| 20  | 17  | 18  | 19  | 20  | 21  | 22  | 23  |
| 21  | 24  | 25  | 26  | 27  | 28  | 29  | 30  |
| 22  | 31  |     |     |     |     |     |     |

| Juni | Juni | Juni | Juni | Juni | Juni | Juni | Juni |
| Kw   | Mo   | Di   | Mi   | Do   | Fr   | Sa   | So   |
| ---- | ---- | ---- | ---- | ---- | ---- | ---- | ---- |
| 22   |      | 1    | 2    | 3    | 4    | 5    | 6    |
| 23   | 7    | 8    | 9    | 10   | 11   | 12   | 13   |
| 24   | 14   | 15   | 16   | 17   | 18   | 19   | 20   |
| 25   | 21   | 22   | 23   | 24   | 25   | 26   | 27   |
| 26   | 28   | 29   | 30   |      |      |      |      |

| Juli | Juli | Juli | Juli | Juli | Juli | Juli | Juli |
| Kw   | Mo   | Di   | Mi   | Do   | Fr   | Sa   | So   |
| ---- | ---- | ---- | ---- | ---- | ---- | ---- | ---- |
| 26   |      |      |      | 1    | 2    | 3    | 4    |
| 27   | 5    | 6    | 7    | 8    | 9    | 10   | 11   |
| 28   | 12   | 13   | 14   | 15   | 16   | 17   | 18   |
| 29   | 19   | 20   | 21   | 22   | 23   | 24   | 25   |
| 30   | 26   | 27   | 28   | 29   | 30   | 31   |      |

| August | August | August | August | August | August | August | August |
| Kw     | Mo     | Di     | Mi     | Do     | Fr     | Sa     | So     |
| ------ | ------ | ------ | ------ | ------ | ------ | ------ | ------ |
| 30     |        |        |        |        |        |        | 1      |
| 31     | 2      | 3      | 4      | 5      | 6      | 7      | 8      |
| 32     | 9      | 10     | 11     | 12     | 13     | 14     | 15     |
| 33     | 16     | 17     | 18     | 19     | 20     | 21     | 22     |
| 34     | 23     | 24     | 25     | 26     | 27     | 28     | 29     |
| 35     | 30     | 31     |        |        |        |        |        |

| September | September | September | September | September | September | September | September |
| Kw        | Mo        | Di        | Mi        | Do        | Fr        | Sa        | So        |
| --------- | --------- | --------- | --------- | --------- | --------- | --------- | --------- |
| 35        |           |           | 1         | 2         | 3         | 4         | 5         |
| 36        | 6         | 7         | 8         | 9         | 10        | 11        | 12        |
| 37        | 13        | 14        | 15        | 16        | 17        | 18        | 19        |
| 38        | 20        | 21        | 22        | 23        | 24        | 25        | 26        |
| 39        | 27        | 28        | 29        | 30        |           |           |           |

| Oktober | Oktober | Oktober | Oktober | Oktober | Oktober | Oktober | Oktober |
| Kw      | Mo      | Di      | Mi      | Do      | Fr      | Sa      | So      |
| ------- | ------- | ------- | ------- | ------- | ------- | ------- | ------- |
| 39      |         |         |         |         | 1       | 2       | 3       |
| 40      | 4       | 5       | 6       | 7       | 8       | 9       | 10      |
| 41      | 11      | 12      | 13      | 14      | 15      | 16      | 17      |
| 42      | 18      | 19      | 20      | 21      | 22      | 23      | 24      |
| 43      | 25      | 26      | 27      | 28      | 29      | 30      | 31      |

| November | November | November | November | November | November | November | November |
| Kw       | Mo       | Di       | Mi       | Do       | Fr       | Sa       | So       |
| -------- | -------- | -------- | -------- | -------- | -------- | -------- | -------- |
| 44       | 1        | 2        | 3        | 4        | 5        | 6        | 7        |
| 45       | 8        | 9        | 10       | 11       | 12       | 13       | 14       |
| 46       | 15       | 16       | 17       | 18       | 19       | 20       | 21       |
| 47       | 22       | 23       | 24       | 25       | 26       | 27       | 28       |
| 48       | 29       | 30       |          |          |          |          |          |

| Dezember | Dezember | Dezember | Dezember | Dezember | Dezember | Dezember | Dezember |
| Kw       | Mo       | Di       | Mi       | Do       | Fr       | Sa       | So       |
| -------- | -------- | -------- | -------- | -------- | -------- | -------- | -------- |
| 48       |          |          | 1        | 2        | 3        | 4        | 5        |
| 49       | 6        | 7        | 8        | 9        | 10       | 11       | 12       |
| 50       | 13       | 14       | 15       | 16       | 17       | 18       | 19       |
| 51       | 20       | 21       | 22       | 23       | 24       | 25       | 26       |
| 52       | 27       | 28       | 29       | 30       | 31       |          |          |

| Januar | Januar | Januar | Januar | Januar | Januar | Januar | Januar |
| Kw     | Mo     | Di     | Mi     | Do     | Fr     | Sa     | So     |
| ------ | ------ | ------ | ------ | ------ | ------ | ------ | ------ |
| 53     |        |        |        |        | 1      | 2      | 3      |
| 1      | 4      | 5      | 6      | 7      | 8      | 9      | 10     |
| 2      | 11     | 12     | 13     | 14     | 15     | 16     | 17     |
| 3      | 18     | 19     | 20     | 21     | 22     | 23     | 24     |
| 4      | 25     | 26     | 27     | 28     | 29     | 30     | 31     |

| Februar | Februar | Februar | Februar | Februar | Februar | Februar | Februar |
| Kw      | Mo      | Di      | Mi      | Do      | Fr      | Sa      | So      |
| ------- | ------- | ------- | ------- | ------- | ------- | ------- | ------- |
| 5       | 1       | 2       | 3       | 4       | 5       | 6       | 7       |
| 6       | 8       | 9       | 10      | 11      | 12      | 13      | 14      |
| 7       | 15      | 16      | 17      | 18      | 19      | 20      | 21      |
| 8       | 22      | 23      | 24      | 25      | 26      | 27      | 28      |

| März | März | März | März | März | März | März | März |
| Kw   | Mo   | Di   | Mi   | Do   | Fr   | Sa   | So   |
| ---- | ---- | ---- | ---- | ---- | ---- | ---- | ---- |
| 9    | 1    | 2    | 3    | 4    | 5    | 6    | 7    |
| 10   | 8    | 9    | 10   | 11   | 12   | 13   | 14   |
| 11   | 15   | 16   | 17   | 18   | 19   | 20   | 21   |
| 12   | 22   | 23   | 24   | 25   | 26   | 27   | 28   |
| 13   | 29   | 30   | 31   |      |      |      |      |

| April | April | April | April | April | April | April | April |
| Kw    | Mo    | Di    | Mi    | Do    | Fr    | Sa    | So    |
| ----- | ----- | ----- | ----- | ----- | ----- | ----- | ----- |
| 13    |       |       |       | 1     | 2     | 3     | 4     |
| 14    | 5     | 6     | 7     | 8     | 9     | 10    | 11    |
| 15    | 12    | 13    | 14    | 15    | 16    | 17    | 18    |
| 16    | 19    | 20    | 21    | 22    | 23    | 24    | 25    |
| 17    | 26    | 27    | 28    | 29    | 30    |       |       |

| Mai | Mai | Mai | Mai | Mai | Mai | Mai | Mai |
| Kw  | Mo  | Di  | Mi  | Do  | Fr  | Sa  | So  |
| --- | --- | --- | --- | --- | --- | --- | --- |
| 17  |     |     |     |     |     | 1   | 2   |
| 18  | 3   | 4   | 5   | 6   | 7   | 8   | 9   |
| 19  | 10  | 11  | 12  | 13  | 14  | 15  | 16  |
| 20  | 17  | 18  | 19  | 20  | 21  | 22  | 23  |
| 21  | 24  | 25  | 26  | 27  | 28  | 29  | 30  |
| 22  | 31  |     |     |     |     |     |     |

| Juni | Juni | Juni | Juni | Juni | Juni | Juni | Juni |
| Kw   | Mo   | Di   | Mi   | Do   | Fr   | Sa   | So   |
| ---- | ---- | ---- | ---- | ---- | ---- | ---- | ---- |
| 22   |      | 1    | 2    | 3    | 4    | 5    | 6    |
| 23   | 7    | 8    | 9    | 10   | 11   | 12   | 13   |
| 24   | 14   | 15   | 16   | 17   | 18   | 19   | 20   |
| 25   | 21   | 22   | 23   | 24   | 25   | 26   | 27   |
| 26   | 28   | 29   | 30   |      |      |      |      |

| Juli | Juli | Juli | Juli | Juli | Juli | Juli | Juli |
| Kw   | Mo   | Di   | Mi   | Do   | Fr   | Sa   | So   |
| ---- | ---- | ---- | ---- | ---- | ---- | ---- | ---- |
| 26   |      |      |      | 1    | 2    | 3    | 4    |
| 27   | 5    | 6    | 7    | 8    | 9    | 10   | 11   |
| 28   | 12   | 13   | 14   | 15   | 16   | 17   | 18   |
| 29   | 19   | 20   | 21   | 22   | 23   | 24   | 25   |
| 30   | 26   | 27   | 28   | 29   | 30   | 31   |      |

| August | August | August | August | August | August | August | August |
| Kw     | Mo     | Di     | Mi     | Do     | Fr     | Sa     | So     |
| ------ | ------ | ------ | ------ | ------ | ------ | ------ | ------ |
| 30     |        |        |        |        |        |        | 1      |
| 31     | 2      | 3      | 4      | 5      | 6      | 7      | 8      |
| 32     | 9      | 10     | 11     | 12     | 13     | 14     | 15     |
| 33     | 16     | 17     | 18     | 19     | 20     | 21     | 22     |
| 34     | 23     | 24     | 25     | 26     | 27     | 28     | 29     |
| 35     | 30     | 31     |        |        |        |        |        |

| September | September | September | September | September | September | September | September |
| Kw        | Mo        | Di        | Mi        | Do        | Fr        | Sa        | So        |
| --------- | --------- | --------- | --------- | --------- | --------- | --------- | --------- |
| 35        |           |           | 1         | 2         | 3         | 4         | 5         |
| 36        | 6         | 7         | 8         | 9         | 10        | 11        | 12        |
| 37        | 13        | 14        | 15        | 16        | 17        | 18        | 19        |
| 38        | 20        | 21        | 22        | 23        | 24        | 25        | 26        |
| 39        | 27        | 28        | 29        | 30        |           |           |           |

| Oktober | Oktober | Oktober | Oktober | Oktober | Oktober | Oktober | Oktober |
| Kw      | Mo      | Di      | Mi      | Do      | Fr      | Sa      | So      |
| ------- | ------- | ------- | ------- | ------- | ------- | ------- | ------- |
| 39      |         |         |         |         | 1       | 2       | 3       |
| 40      | 4       | 5       | 6       | 7       | 8       | 9       | 10      |
| 41      | 11      | 12      | 13      | 14      | 15      | 16      | 17      |
| 42      | 18      | 19      | 20      | 21      | 22      | 23      | 24      |
| 43      | 25      | 26      | 27      | 28      | 29      | 30      | 31      |

| November | November | November | November | November | November | November | November |
| Kw       | Mo       | Di       | Mi       | Do       | Fr       | Sa       | So       |
| -------- | -------- | -------- | -------- | -------- | -------- | -------- | -------- |
| 44       | 1        | 2        | 3        | 4        | 5        | 6        | 7        |
| 45       | 8        | 9        | 10       | 11       | 12       | 13       | 14       |
| 46       | 15       | 16       | 17       | 18       | 19       | 20       | 21       |
| 47       | 22       | 23       | 24       | 25       | 26       | 27       | 28       |
| 48       | 29       | 30       |          |          |          |          |          |

| Dezember | Dezember | Dezember | Dezember | Dezember | Dezember | Dezember | Dezember |
| Kw       | Mo       | Di       | Mi       | Do       | Fr       | Sa       | So       |
| -------- | -------- | -------- | -------- | -------- | -------- | -------- | -------- |
| 48       |          |          | 1        | 2        | 3        | 4        | 5        |
| 49       | 6        | 7        | 8        | 9        | 10       | 11       | 12       |
| 50       | 13       | 14       | 15       | 16       | 17       | 18       | 19       |
| 51       | 20       | 21       | 22       | 23       | 24       | 25       | 26       |
| 52       | 27       | 28       | 29       | 30       | 31       |          |          |

## Ereignisse

### Politik und Weltgeschehen

#### Seerepubliken und Stadtstaaten in Italien
- 24. Januar: Alberto II. della Scala und sein Bruder Mastino II. della Scala, Herren von Verona, müssen einen Frieden mit der gegen sie gebildeten Koalition aus mehreren italienischen Stadtstaaten schließen und alle in den letzten Jahren erworbenen Gebiete abgeben. Mit Treviso und Bassano del Grappa erwirbt die Republik Venedig ihre ersten größeren Besitzungen auf dem italienischen Festland, auch Florenz erweitert sein Herrschaftsgebiet.
- 12. Februar: In Venedig verbietet der Rat der Zehn das Tragen von Masken, auch in der Karnevalszeit.

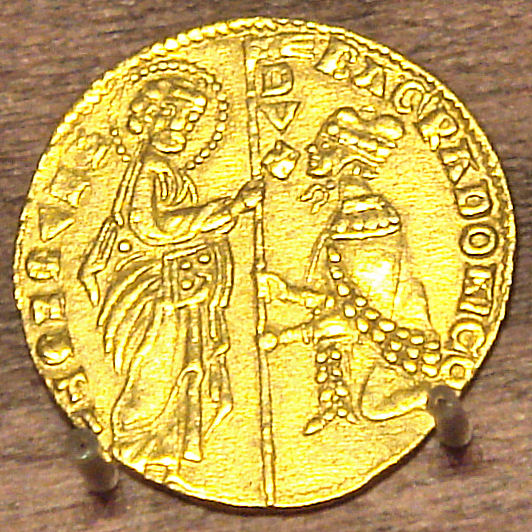
Golddukat mit dem Bild Bartolomeo Gradenigos

- 1. November: Nach dem Tod von Francesco Dandolo wird Bartolomeo Gradenigo neuer Doge von Venedig.
- Das Stadtoberhaupt von Genua führt, wie in der konkurrierenden Seerepublik Venedig, fortan den Titel „Doge“. Erster Doge ist Simone Boccanegra. Bereits im ersten Jahr seiner Regierung wird das erste Attentat auf ihn verübt. Der Attentäter wird am 20. Dezember hingerichtet.

#### England / Frankreich
- Der Seekrieg auf dem Ärmelkanal als Teil des Hundertjährigen Krieges zwischen Frankreich und England unter König Edward III. geht weiter.
- Nach einem Soldstreit mit König Philipp VI. verlässt ein Großteil der genuesischen Söldner die französischen Dienste und kehrt nach Italien zurück. Die Franzosen verlieren damit auf einen Schlag ihre besten Seeleute und etwa zwei Drittel ihrer Flotte.

#### Heiliges Römisches Reich
- 17. Februar: Albrecht II. von Habsburg wird mit dem Tod seines Bruders und Mitregenten Otto IV. alleiniger Herzog von Österreich, Steiermark, Kärnten und Krain.
- In der Schweiz wütet am 21. Juni der Laupenkrieg als Teil der Schweizer Habsburgerkriege, in dem sich der Burgundische Adel und die Herren von Freiburg (Habsburg) gegen das Wachstum von Bern zur Wehr setzen.
- 1. September: Kurz nach seiner Versöhnung mit Ludwig dem Bayern erliegt Heinrich XIV. in Landshut einer Lepraerkrankung. Sein Sohn Johann I. wird im Alter von zehn Jahren Herzog von Niederbayern. Ludwig der Bayer, der seine Tochter Anna am 18. April im Rahmen des Friedensschlusses mit den bayerischen Wittelsbachern mit Johann verheiratet hat, übernimmt die Vormundschaft über den Minderjährigen.
- Die Kurfürsten von Mainz, Trier und Köln treffen in Wallersheim zusammen und schließen ein Schutzbündnis.

#### Russland
- 29. Oktober: In der Goldenen Horde werden die letzten Konkurrenten Moskaus aus der Twerer Fürstenfamilie gewaltsam beseitigt. Usbek Khan lässt Fürst Alexander Michailowitsch und dessen Sohn Fjodor hinrichten.

#### Asien
- Go-Daigo übergibt auf dem Sterbebett die Throninsignien Japans an seinen Sohn Go-Murakami, der damit 97. Tennō von Japan wird. In der Periode des Namboku-chō zu Beginn der Muromachi-Zeit regiert er allerdings nur den Süden des Reiches. Am Nordhof in Kyōto sitzt weiterhin der von Shōgun Ashikaga Takauji unterstützte Kōmyō auf dem Thron.

### Wirtschaft
- um 1339: Die Woll- und Seidenindustrie der Stadt Florenz hat sich von der kleinhandwerklichen Betriebsform zur Verlagsindustrie und Manufaktur entwickelt: 30.000 Personen (1/3 der Bevölkerung) fertigen jährlich über 25.000 Stück Tuch im Wert von etwa 8 Millionen Euro (Stein, Kulturfahrplan).

### Wissenschaft und Technik

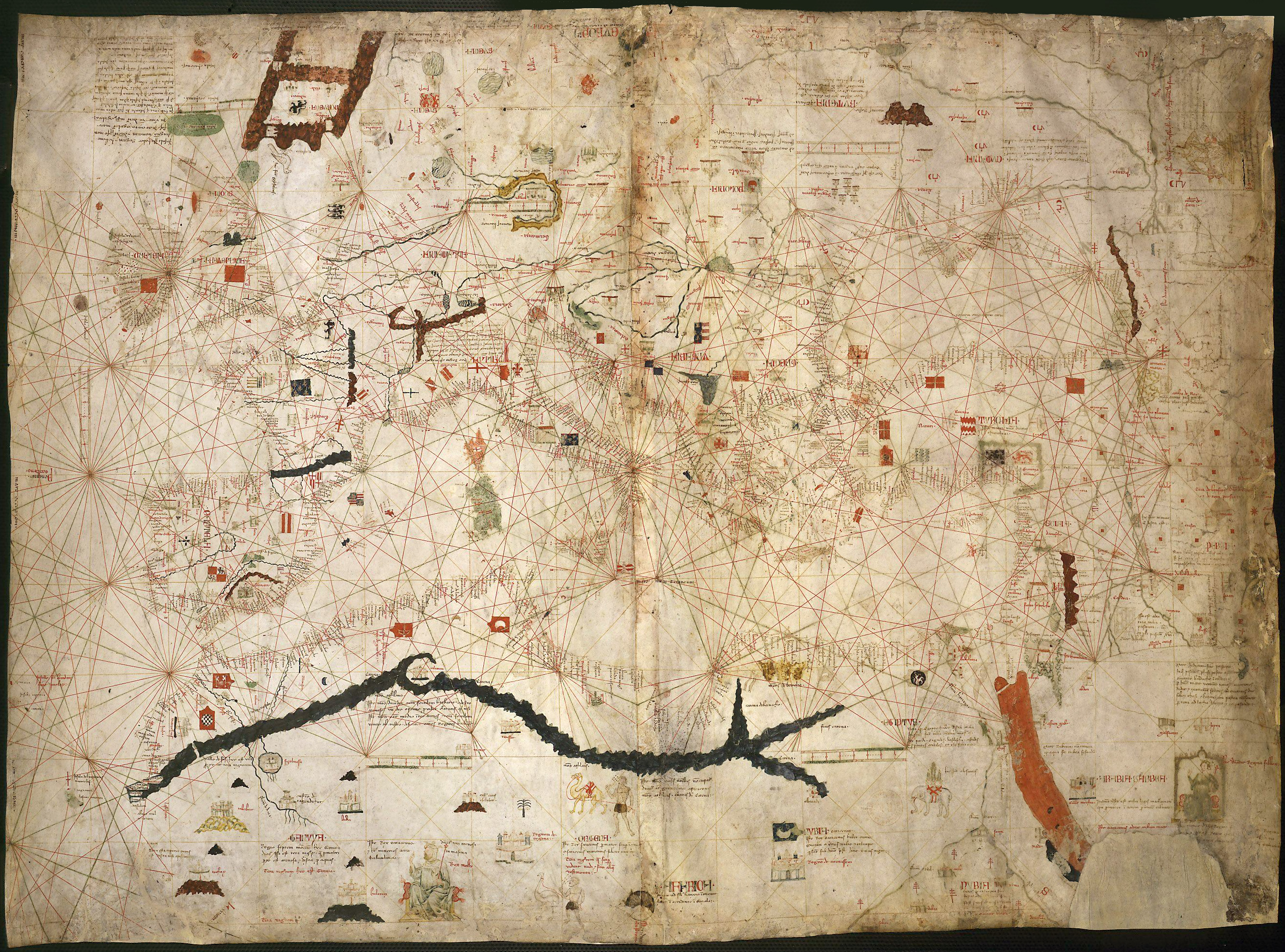
Karte des Angelino Dulcert

- Der mallorquinische Kartograph Angelino Dulcert erstellt in Palma eine Portolankarte. Die Beschreibung und die Legende ist auf Lateinisch, damit unterscheidet sie sich von den Portolankarten aus Genua oder Venedig. Sie bezeichnet eine zu den Kanarischen Inseln gehörende Insel als die Insel des Lancelotto Malocello und ist damit nachweislich die erste Portolankarte, die den Namen der Insel Lanzarote darstellt.
- Die Universität Grenoble wird gegründet.

### Religion
- Heinrich I. von Bülow beerbt seinen Bruder Ludolf von Bülow nach dessen Tod am 23. April als Bischof von Schwerin.

## Geboren

### Geburtsdatum gesichert
- 4. April: Matilda Plantagenet, Herzogin von Straubing-Holland († 1362)
- 23. Juli: Ludwig I., Herzog von Anjou († 1384)
- 4. Oktober: Ismail II., Emir von Granada († 1360)
- 1. November: Rudolf IV., Herzog von Österreich († 1365)

### Genaues Geburtsdatum unbekannt
- Anna von Schweidnitz, Kaiserin des Heiligen Römischen Reichs und Königin von Böhmen († 1362)
- Barquq, Sultan der Mamluken in Ägypten († 1399)
- Blanche von Bourbon, Königin von Kastilien († 1361)
- Erik XII., König von Schweden und Herr von Schonen († 1359)
- Johann V., Herzog der Bretagne († 1399)
- Pons de Langeac, französischer Adeliger, Viguier von Avignon und Rektor des Comtat Venaissin († 1421)
- Ramesuan, König des siamesischen Königreichs Ayutthaya († 1395)
- Bernardon de la Salle, französischer Adeliger und Söldnerführer u. a. in englischen und päpstlichen Diensten († 1391)

### Geboren um 1339
- 16. März 1338/39: Thomas de Beauchamp, 12. Earl of Warwick, englischer Adliger und Gegner von Richard II. († 1401)
- Johann I., Graf von Nassau-Dillenburg († 1416)
- Nikolaus III., Herzog von Troppau und Leobschütz († 1394)
- 1339/40: Fazlallāh Astarābādī, persischer Dichter und Mystiker, Gründer der mystischen Hurūfīya-Bewegung († 1394)
- 1339/40: Arnold van Hoorn,  Fürstbischof von Utrecht und von Lüttich († 1389)

## Gestorben

### Todesdatum gesichert
- 2. Februar: Jón Halldórsson, Bischof von Skálholt in Island (* 1275)
- 17. Februar: Otto der Fröhliche, Herzog von Österreich, Steiermark und Kärnten (* 1301)
- 23. April: Ludolf von Bülow, Bischof von Schwerin (* um 1275)
- 3. Mai: Chungsuk Wang, 27. König des koreanischen Goryeo-Reiches (* 1294)
- 26. Mai: Anna, litauische Prinzessin und Königin von Polen (* 1309)

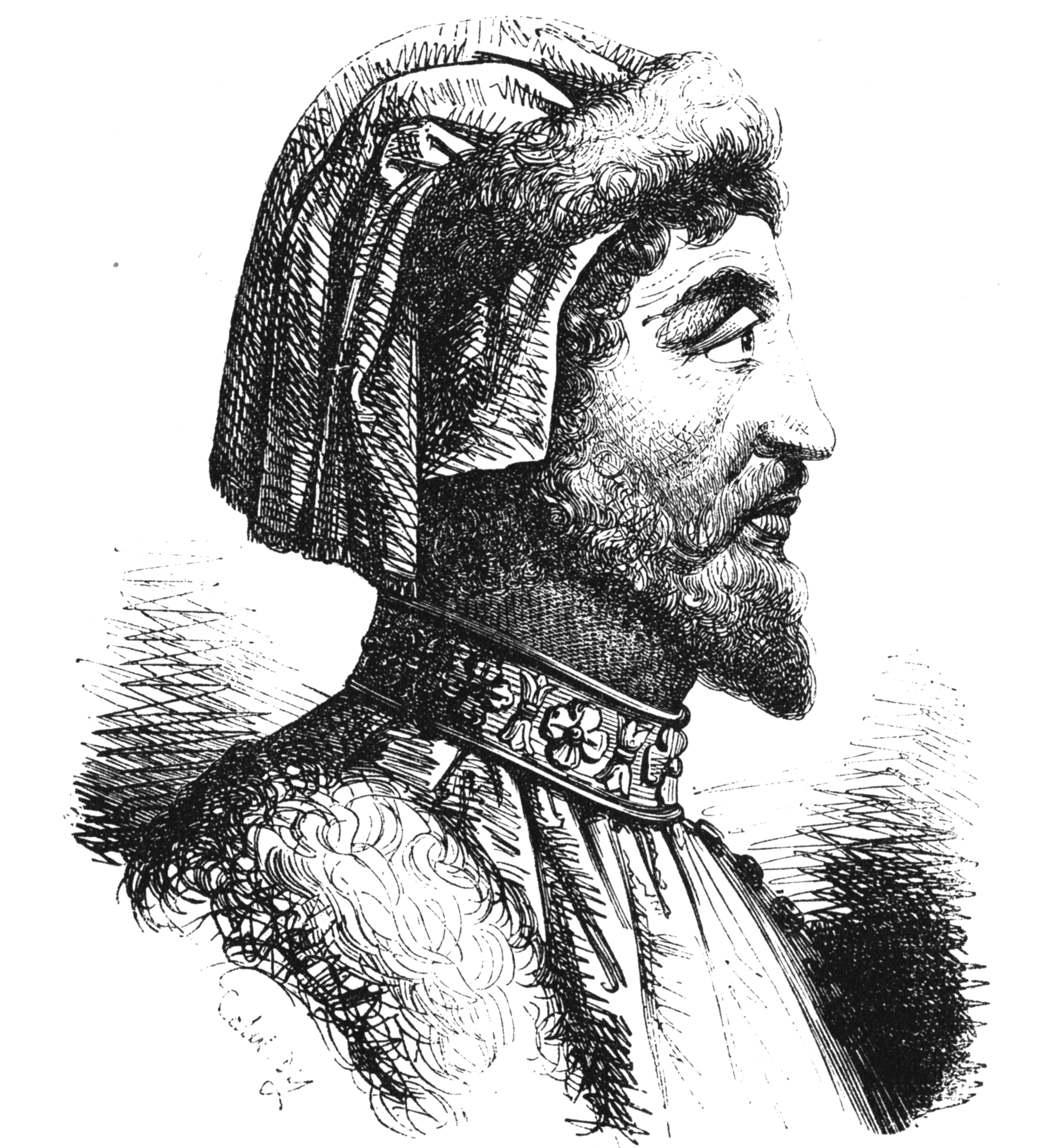
Azzo Visconti

- 16. August: Azzo Visconti, italienischer kaiserlicher Vikar und Eroberer (* 1302)
- 25. August: Henry de Cobham, englischer Adliger und Politiker (* um 1260)
- 1. September: Heinrich XIV., Herzog von Niederbayern (* 1305)
- 10. September: Heinrich, Abt des Benediktinerklosters in Münsterschwarzach
- 19. September: Go-Daigo, Kaiser von Japan (* 1288)
- 29. Oktober: Alexander Michailowitsch, Fürst von Twer und Großfürst von Wladimir (* 1301)
- 31. Oktober: Francesco Dandolo, 52. Doge von Venedig (* 1258)
- 11. November: Konrad Frumold, Regensburger Kaufmann und Ratsherr
- 10. Dezember: Hedwig von Kalisch, Königin von Polen (* um 1266)

### Genaues Todesdatum unbekannt
- vor dem 20. April: Ralph Dacre, englischer Militär und Politiker
- Rangjung Dorje, Person des tibetischen Buddhismus (* 1284)
- Peter von Zittau, böhmischer Schriftsteller, Chronist und Abt (* um 1275)
- Ulrich von Ahelfingen, deutscher Niederadeliger (* 1278)
- Guglielmo da Varignana, Medizinprofessor und Philosoph (* 1270)